# Kütahya Spor Kulübü
Il Kütahya Spor Kulübü, meglio noto come Kütahyaspor, è una società calcistica con sede ad Kütahya, in Turchia, che nel 2013-2014 milita nella Bölgesel Amatör Lig, la quinta serie del campionato turco.
Fondato nel 1966, il club gioca le partite in casa al Dumlupınar Stadyumu.
I colori sociali del club sono il bianco e il blu.

## Campionati
- TFF 1. Lig: 1966-1976
- TFF 2. Lig: ?
- TFF 3. Lig: ?
- Bölgesel Amatör Lig: 2012

## Palmarès

### Competizioni nazionali
- TFF 3. Lig: 2

1986-1987, 1991-1992

### Competizioni regionali
- Bölgesel Amatör Lig: 1

2015-2016

### Altri piazzamenti
- Coppa di Turchia:

Semifinalista: 1969-1970